# Michael Cera
Michael Austin Cera je kanadský herec a režisér narozený ve městě Brampton v kanadském Ontariu.

## Život
Michaelovy kořeny sahají až do Itálie, odkud pochází jeho otec Luigi. Příjmení Cera v překladu znamená „vosk“. Matka Linda pochází z Kanady stejně tak jeho mladší sestra Molly a starší Jordan. Když vystudoval střední školu Heart Lake v Bramptonu, rozhodl se, že se začne věnovat herectví naplno.

## Kariéra

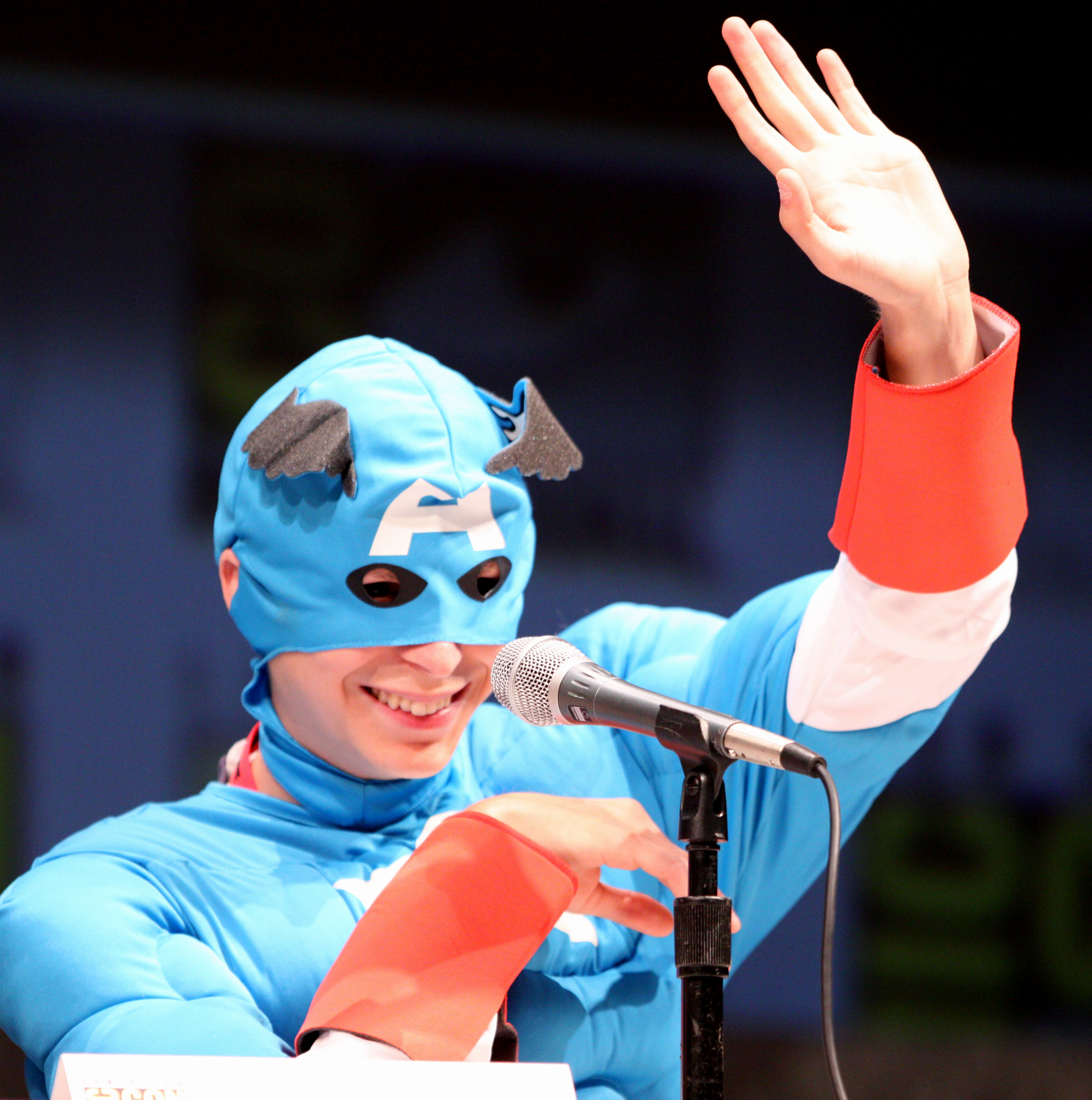
Michael Cera na Comic Conu 2010 v San Diegu jako Kapitán Amerika

Michaelovi se herecky začalo dařit až v roce 2007, kdy dostal roli v teenagerovské komedii Superbad. Téhož roku si ještě zahrál Paulieho ve filmu Juno a tím se dostal do povědomí režisérů. Role mu vynesla několik oscarových nominací a tím se mu dveře otevřely dokořán. V roce 2008 jsme ho mohli vidět po boku Kat Dennings ve filmu Rande na jednu noc či s Portiou Doubleday ve filmu Mládí v hajzlu z roku 2009. Po boku s velkými hvězdami zazářil až ve filmu Rok jedna, kde tvoří hlavní duo s Jackem Blackem. Jeho zatím poslední větší role je v kontroverzní komedii Scott Pilgrim proti zbytku světa od Edgara Wrighta, která měla premiéru v roce 2010 a kde si střihnul hlavní roli. V roce 2013 si zahrál vedlejší roli ve filmu Apokalypsa v Hollywoodu

## Filmografie
- Michael Cera v Česko-Slovenské filmové databázi